# Kokoszki (województwo mazowieckie)
Kokoszki – osada leśna w Polsce, w województwie mazowieckim, w powiecie mińskim, w gminie Cegłów.
W latach 1975–1998 miejscowość należała administracyjnie do województwa siedleckiego.